# Zeus Issariotis
Karolos-Zeus Issariotis (Grieks: Κάρολος-Ζευς Ισαριώτης) (Toronto, 26 juni 1981) is een in Canada geboren Griekse kunstschaatser.
Issariotis is actief als individuele kunstschaatser en wordt gecoacht door Katerina Papafoliou. 
| records             | punten | datum      | toernooi                   |
| ------------------- | ------ | ---------- | -------------------------- |
| Hoogste totaalscore | 124.39 | 14-10-2005 | Karl Schäfer Memorial 2005 |
| Hoogste korte kür   | 40.26  | 13-10-2005 | Karl Schäfer Memorial 2005 |
| Hoogste lange kür   | 84.13  | 14-10-2005 | Karl Schäfer Memorial 2005 |

| resultaten             | 1999 | 2000 | 2001 | 2002 | 2003 | 2004 | 2005 | 2006 |
| ---------------------- | ---- | ---- | ---- | ---- | ---- | ---- | ---- | ---- |
| Olympische Spelen      | -    | -    | -    | -    | -    | -    | -    |      |
| Wereldkampioenschap    | -    | -    | -    | -    | -    | -    | -    |      |
| Europees kampioenschap | -    | -    | -    | -    | -    | -    | -    | 31e  |